# Oegoconia
Oegoconia is een geslacht van vlinders van de familie dominomotten (Autostichidae), uit de onderfamilie Symmocinae.

## Soorten
- O. annae Sutter, 2007
- O. ariadne Gozmany, 1988
- O. bacescui Popescu-Gorj & Capuse, 1965
- O. caradjai

Zwaveldominomot Popescu-Gorj & Capuse, 1965
- O. ceres Sutter, 2007
- O. deauratella

Witte dominomot (Herrich-Schäffer, 1854)
- O. deluccai Amsel, 1952
- O. huemeri Sutter, 2007
- O. isthmodes Meyrick, 1922
- O. meledantis (Meyrick, 1921)
- O. novimundi (Busck, 1915)
- O. praeramis Meyrick, 1918
- O. quadripuncta (Haworth, 1828)
- O. syndesma Meyrick, 1926
- O. uralskella Popescu-Gorj & Capuse, 1965